# Ivato Aeroport
Ivato Aeroport é uma comuna de Madagascar, pertencente ao distrito de Ambohidratrimo, na região de Analamanga. Sua população, segundo o censo de 2001, era de 25 741 habitantes.